# Rio Glodu (Ialomicioara)
O Rio Glodu é um rio da Romênia, afluente do Ialomicioara, localizado no distrito de Dâmboviţa.